# Azorella diversifolia
Azorella diversifolia är en flockblommig växtart som beskrevs av Dominique Clos. Azorella diversifolia ingår i släktet Azorella och familjen flockblommiga växter. Inga underarter finns listade i Catalogue of Life.